# Jan Dismas Zelenka

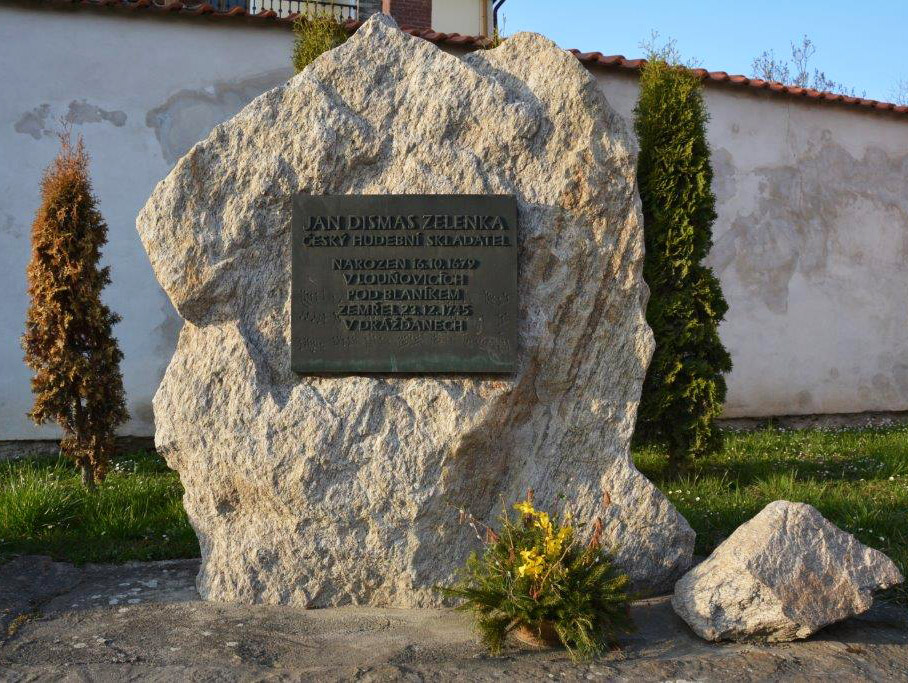
Kamień z tablicą pamiątkową w Louňovicach pod Blaníkem, miejscu urodzenia Zelenki

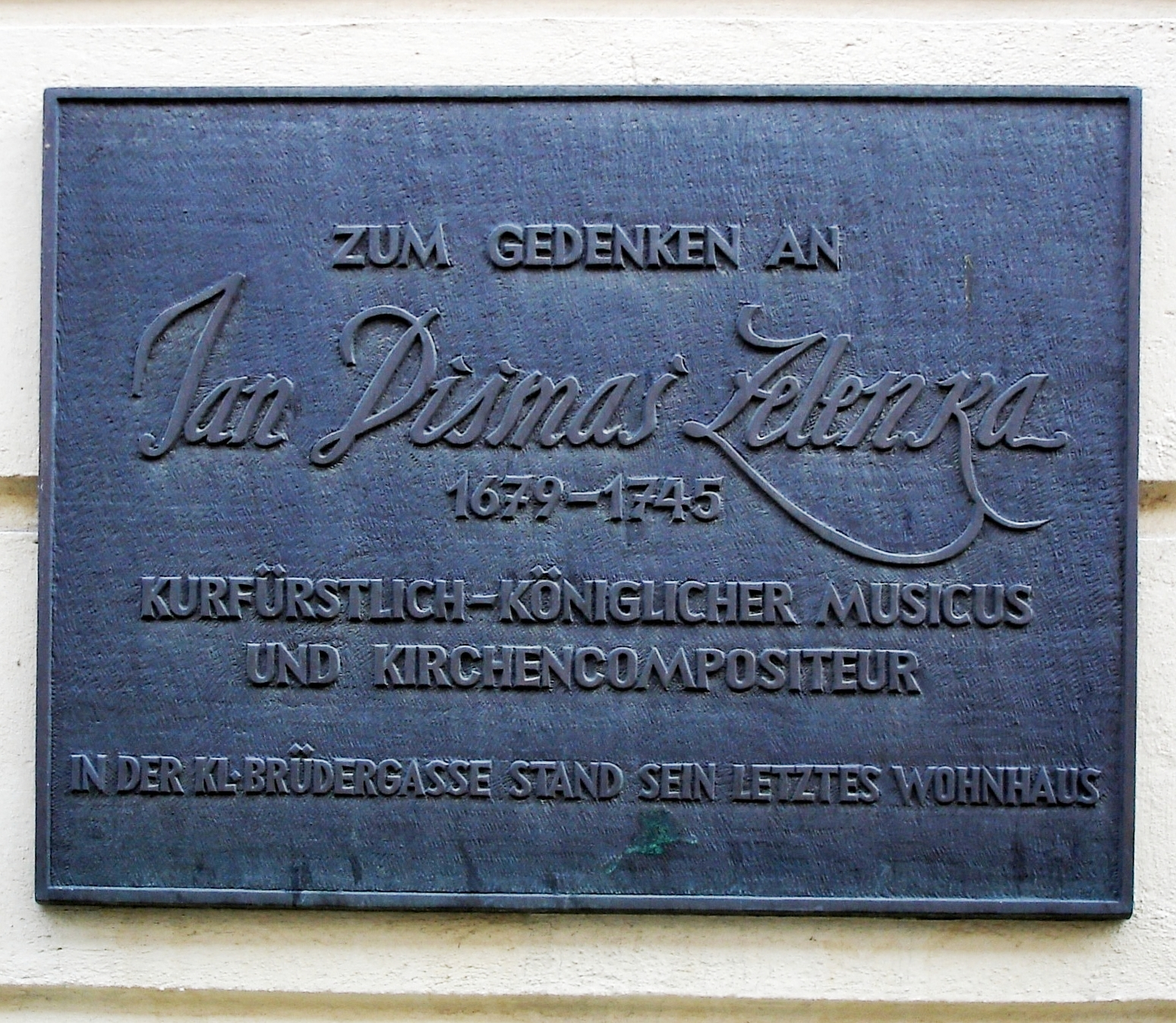
Tablica na Kleine Brüdergasse w Dreźnie, upamiętniająca ostatnie miejsce zamieszkania kompozytora

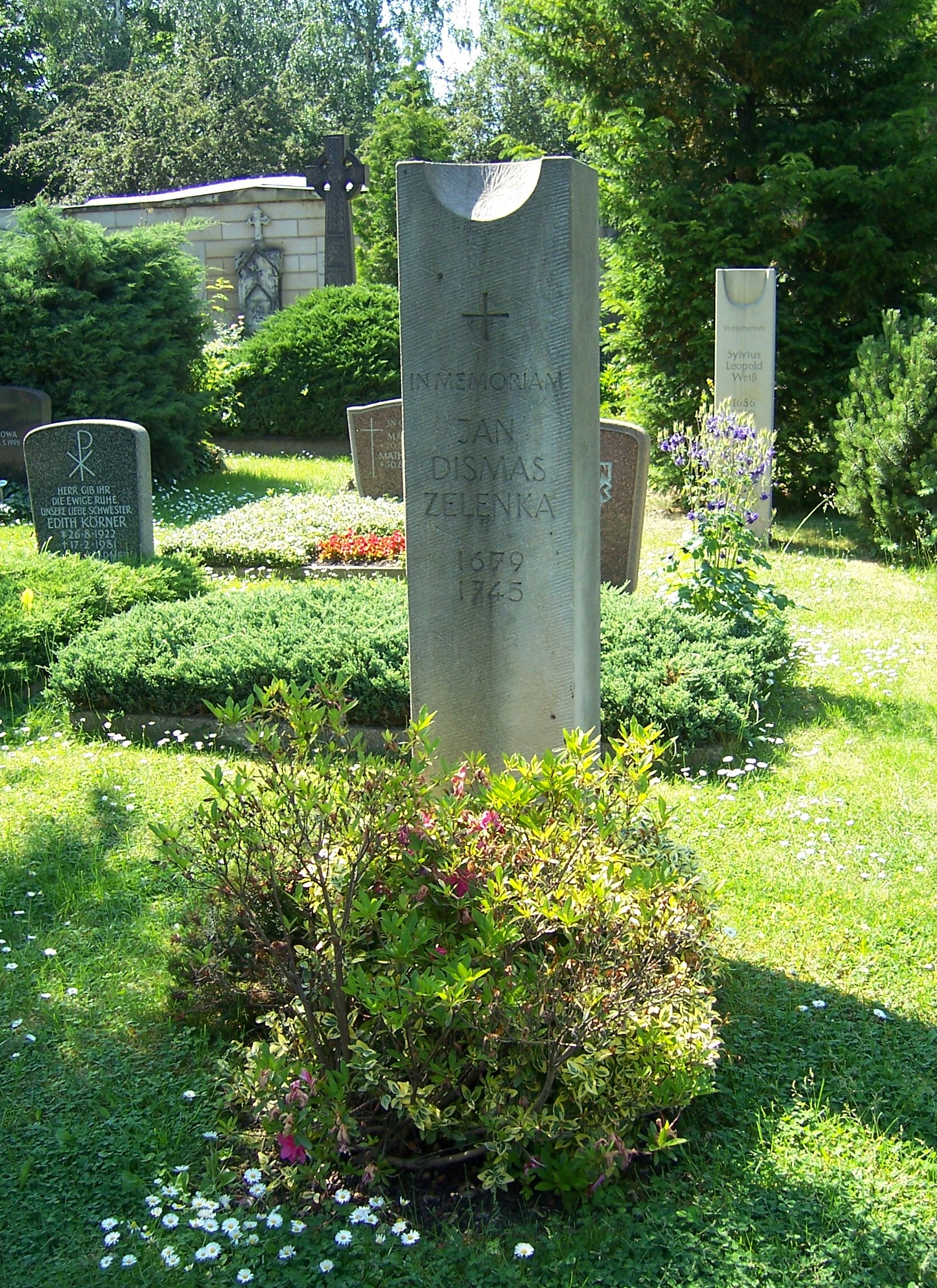
Pomnik na Starym Cmentarzu Katolickim w Dreźnie

Jan Dismas Zelenka, właśc.  Jan Lukáš Zelenka (ur. 16 października 1679 w Louňovicach pod Blaníkem, zm. 23 grudnia 1745 w Dreźnie) – czeski, niemieckojęzyczny kompozytor epoki późnego baroku, kontrabasista i kapelmistrz.

## Życiorys
Jan Lukáš Zelenka urodził się w Louňovicach pod Blaníkem 16 października 1679 roku, w rodzinie Jiříego i Marii Magdaleny Hajek. Był najstarszym z ośmiu rodzeństwa. Ojciec był nauczycielem i organistą w katolickim kościele parafialnym w Louňovicach. Jan Zelenka został ochrzczony jako Jan Lukáš. Używanie przez niego zmienionych imion Jan Dismas odnotowane zostało w źródłach pisanych od 1704 roku.
Muzyk przeniósł się z Czech do Drezna około 1710 roku. Znalazł zatrudnienie w kapeli na dworze Augusta II Mocnego, który przeszedł na katolicyzm, stając się królem Polski w 1697 roku. August II przebudował teatr pałacowy w kościół katolicki. Zelenka był kontrabasistą. Większość życia spędził na dworze drezdeńskim. Prawdopodobnie odbył podróż do Wenecji. Dwa lata spędził w Wiedniu, studiując u Johanna Josepha Fuxa.
Zelenka komponował niemal wyłącznie dzieła religijne, dlatego nazywany jest czasem „katolickim Bachem”, jednak ze względu na obecność wirtuozerii w jego muzyce skrzypcowej wspominany jest też czasem jako „czeski Vivaldi”. Zmarł w Dreźnie 23 grudnia 1745 roku.

## Dzieła
Kompletny spis utworów Zelenki zawiera niemal 250 utworów, przeważnie o charakterze religijnym, w tym 21 mszy (jedna zaginęła), 4 requiem, 2 wielkie oratoria, 2 Magnificat i Te Deum, 13 litanii, wiele psalmów, hymnów i antyfon.
Do najważniejszych należą przede wszystkim msze, skomponowane w ostatnich 10 latach życia, oratoria i litanie.
Szczyt jego twórczości świeckiej, a zarazem szczytowy barok muzyczny reprezentuje Sub olea pacis et palma virtutis i jego utwory instrumentalne.
Kompletny katalog dzieł Zelenki stworzył niemiecki muzykolog, Wolfgang Reiche.

### Msze i Requiem
- Missa Sanctae Caeciliae(inne języki), G-dur, c. 1711 (ZWV 1)
- Missa Judica me, F-dur, 1714 (ZWV 2)
- Missa Corporis Domini, C-dur, c. 1719 (ZWV 3)
- Missa Sancti Spiritus, D-dur, 1723 (ZWV 4)
- Missa Spei, C-dur, 1724 (ZWV 5, zaginione)
- Missa Fidei, C-dur, 1725 (ZWV 6)
- Missa Paschalis, D-dur, 1726 (ZWV 7)
- Missa Nativitatis Domini, D-dur, 1726 (ZWV 8)
- Missa Corporis Domini, D-dur, 1727 (ZWV 9)
- Missa Charitatis, D-dur, 1727 (ZWV 10)
- Missa Circumcisionis D.N.J.C., D-dur, 1728 (ZWV 11)
- Missa Divi Xaverii, D-dur, 1729 (ZWV 12)
- Missa Gratias agimus tibi, D-dur, 1730 (ZWV 13)
- Missa Sancti Josephi, D-dur, c. 1731 (ZWV 14)
- Missa Eucharistica, D-dur, 1733 (ZWV 15)
- Missa Purificationis BVM, D-dur, 1733 (ZWV 16)
- Missa Sanctissimae Trinitatis(inne języki), a-moll, 1736 (ZWV 17)
- Missa Votiva(inne języki), e-moll, 1739 (ZWV 18)
- Missa Dei Patris, C-dur, 1740 (ZWV 19)
- Missa Dei Filii, C-dur, c. 1740 (ZWV 20)
- Missa Omnium Sanctorum, a-moll, 1741 (ZWV 21)

- Requiem c-moll, ZWV 45
- Requiem D-dur, 1733, ZWV 46
- Requiem d-moll, c. 1731, ZWV 48
- Requiem F-dur, před 1730, ZWV 49

### Oratoria
- Sub olea pacis et palma virtutis (conspicua orbi regia Bohemiae Corona – Melodrama de Sancto Wenceslao), 1723, ZWV 175
- Il Serpente di Bronzo(inne języki), 1730, ZWV 61
- Gesù al Calvario, 1735, ZWV 62
- I penitento al sepolchro del Redentore, 1736, ZWV 63

### Litanie
- Litaniae de Venerabili Sacramento (2), ZWV 147, 148
- Litaniae Lauretanae, ZWV 149, 150
- Litaniae Lauretanae „Consolatrix afflictorum“, 1744, ZWV 151
- Litaniae Lauretanae „Salus infirmorum“, 1744, ZWV 152
- Litaniae Omnium Sanctorum, c. 1735, ZWV 153
- Litaniae Xaverianae, (2), ZWV 154, 155
- Litaniae de Sancto Xaverio, 1729, ZWV 156

### Pozostałe dzieła liturgiczne i religijne
- Te Deum d-moll, c.1724, ZWV 145
- Te Deum D-dur, 1731, ZWV 146
- Magnificat c-moll, c. 1727, ZWV 107
- Magnificat D-dur, 1725, ZWV 108
- De profundis (4), ZWV 50, 95-97
- Miserere D-dur, 1722, ZWV 56 [STB soli; SATB ch.; 3 Trbn, 2 Ob, 2 Vni, 2 Vle, B.c.]
- Miserere c-moll, 1738, ZWV 57
- Lamentationes Ieremiae Prophetae, ZWV 203
- Responsoria pro hebdomada (27), ZWV 55

### Świeckie utwory wokalno-instrumentalne
- Il Diamante(inne języki), ZWV 177

### Utwory instrumentalne
- Trio or Quartet Sonatas nos. 1-6, c. 1721, ZWV 181
- Capriccio no. 1 (D), c. 1717, ZWV 182
- Capriccio no. 2 (G), 1718, ZWV 183:
- Capriccio no. 3 (F), c. 1718, ZWV 184
- Capriccio no. 4, (A), 1718, ZWV 185
- Concerto à 8 Concertanti, 1723, ZWV 186
- Hipocondrie à 7 Concertanti, 1723, ZWV 187
- Ouverture à 7 Concertanti, 1723, ZWV 188
- Simphonie à 8 Concertanti, 1723, ZWV 189
- Capriccio no.5 (G), 1729, ZWV 190